# Homer Neal
Homer Alfred Neal (Franklin, Kentucky, 13 de junho de 1942) é um físico de partículas Estadunidense, professor da Universidade de Michigan. Neal foi presidente da American Physical Society em 2016. É também membro do conselho da Ford Motor Company, membro do conselho do National Museum of African American History and Culture e um diretor da Richard Lounsbery Foundation. Neal foi presidente interino da Universidade de Michigan in 1996. O grupo de pesquisas de Neal participa da experiência ATLAS no CERN em Genebra.